# Arabako lautadako irla-hariztiak / Robledales isla de la llanada alavesa
Arabako lautadako irla-hariztiak / Robledales isla de la llanada alavesa este o arie protejată (arie specială de conservare — SAC, sit de importanță comunitară — SCI) din Spania întinsă pe o suprafață de 246,01 ha, integral pe uscat.

## Localizare
Centrul sitului Arabako lautadako irla-hariztiak / Robledales isla de la llanada alavesa este situat la coordonatele 42°52′08″N 2°21′01″W / 42.8689°N 2.3502°V.

## Înființare
Situl Arabako lautadako irla-hariztiak / Robledales isla de la llanada alavesa a fost declarat sit de importanță comunitară în mai 2003 pentru a proteja 29 de specii de animale. Situl a fost protejat și ca arie specială de conservare în noiembrie 2015.

## Biodiversitate
Situată în ecoregiunile atlantică și mediteraneană, aria protejată conține 7 habitate naturale: Lande oro-mediteraneene cu formațiuni endemice de grozamă, Pajiști uscate seminaturale și facies de acoperire cu tufișuri pe substraturi calcaroase (Festuco-Brometalia) (* situri importante pentru orhidee), Fânețe de joasă altitudine (Alopecurus pratensis, Sanguisorba officinalis), Păduri aluvionare cu Alnus glutinosa și Fraxinus excelsior (Alno-Padion, Alnion incanae, Salicion albae), Păduri iberice de Quercus faginea și Quercus canariensis, Păduri de stejar sau de stejar și carpen sub-atlantice și medio-europene de Carpinion betuli, Galerii de Salix alba și de Populus alba.
La baza desemnării sitului se află mai multe specii protejate:
- păsări (26): fâsă de pădure (Anthus trivialis), caprimulg (Caprimulgus europaeus), șerpar (Circaetus gallicus), cuc (Cuculus canorus), șoimul rândunelelor (Falco subbuteo), muscar negru (Ficedula hypoleuca), acvilă pitică (Hieraaetus pennatus), Hippolais polyglotta, capîntortură (Jynx torquilla), privighetoare (Luscinia megarhynchos), gaia neagră (Milvus migrans), gaia roșie (Milvus milvus), muscar sur (Muscicapa striata), ciuf-pitic (Otus scops), codroșul de pădure (Phoenicurus phoenicurus), pitulice de munte (Phylloscopus bonelli), pitulice-fluierătoare (Phylloscopus trochilus), mărăcinar (Saxicola rubetra), scatiu (Spinus spinus), turturică (Streptopelia turtur), silvie de zăvoi (Sylvia borin), silvie de câmp (Sylvia communis), Sylvia hortensis, sturzul viilor (Turdus iliacus), sturz (Turdus pilaris), pupăză (Upupa epops)
- mamifere (1): liliac comun (Myotis myotis)
- nevertebrate (2): rădașcă (Lucanus cervus), Rosalia alpina

Pe lângă speciile protejate, pe teritoriul sitului au mai fost identificate 3 specii de plante, 1 specie de păsări, 2 specii de amfibieni, 5 specii de mamifere.